# Elisabeth Plainacher
Elisabeth Plainacher o Elsa Plainacher (1513 – Vienna, 27 settembre 1583) è stata una presunta strega austriaca.

## Biografia
Elisabeth Plainacher nacque nei pressi di Pielamund, dove i genitori lavoravano in un mulino sul Danubio. Si sposò tre volte ed alcuni figli; alla morte della figlia Margaret divenne la tutrice delle quattro nipoti. Tre di esse morirono durante l'infanzia, mentre la quarta, Anna, soffriva di epilessia, una condizione storicamente associata alla possessione demoniaca.
La donna fu sospettata di aver praticato arti occulti per causare la morte dei tre bambini e la malattia della quarta e i pettegolezzi furono tali da suscitare l'interesse dell'Inquisizione. Condotta a Vienna, Plainacher fu processata dall'inquisitore e gesuita Georg Scherer, confessando sotto tortura tutti i crimini di cui era accusata. Elisabeth Plainacher fu arsa al rogo il 27 settembre 1583, diventando così l'unica persona ad essere giustiziata per stregoneria nella città di Vienna.